# Via Cornelia

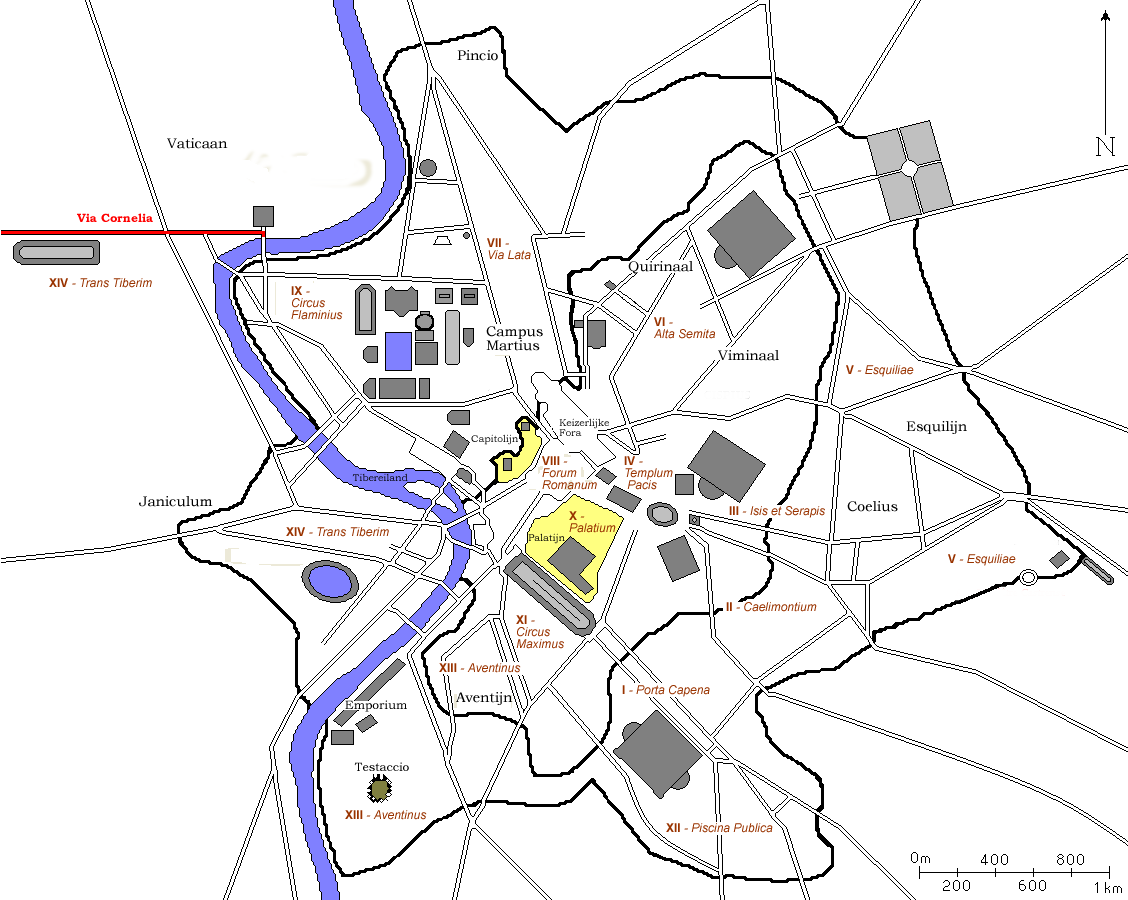
Początek Via Cornelia oznaczony na czerwono

Via Cornelia – starożytna droga rzymska łącząca Rzym z Caere (Cerveteri).

## Historia
Nie są znane daty jej wytyczenia i powstania. Wymieniają ją katalogi regionalne i akta męczenników. Historycy Tytus Liwiusz i Waleriusz Maksymus mówią o drodze łączącej Rzym z Caere, opisując zdobycie stolicy przez Senonów w 387 roku p.n.e., we fragmencie o przeniesieniu westalek. Pewne wzmianki dotyczące istnienia Via Cornelia dotyczą okresu od 78 roku do końca III wieku.
Dokumenty De Locis sanctis martyrum oraz Notitia portarum et viarum z VII wieku opisują przebieg traktu. Droga zaczynała się przy Porta Cornelia, stąd jej nazwa, przechodziła wzdłuż konstantyńskiej Bazyliki św. Piotra do pierwszego kamienia milowego, pierwotnie wzdłuż cyrku Nerona. Następnie biegła tak jak współczesna via di Boccea. Przy drodze znajdowały się miejsca kultu świętych: Rufiny i Sekundy, Mariusza, Marty, Audyfaksa i Abakuka. Wzdłuż drogi znajdują się pozostałości nekropolii etruskich i rzymskich. Zapewne w późniejszym okresie została przedłużona, łącząc się z Via Cassia w Santa Maria di Galeria i docierając do Caere (Cerveteri). Wówczas Via Cornelia stała się pierwszym odcinkiem Via Aurelia Nuova.